# Wright Flyer
«Флайер 1» (англ. Flyer) (в литературе встречаются названия Flyer I и 903 Flyer) — название самолёта с двигателем внутреннего сгорания, сконструированного и построенного братьями Райт. 17 декабря 1903 года в долине Китти Хок на этом самолёте был совершён первый в мировой истории полёт, при котором летательный аппарат с человеком поднялся в воздух на тяге двигателя, пролетел вперёд, и совершил посадку на месте с высотой, равной высоте места взлёта.

## История разработки
Для своего первого самолёта братья Райт изготовили деревянные пропеллеры, бензиновый двигатель (совместно с Чарли Тэйлором) и каркас из ели. Стоимость постройки «Флайера-1» составила менее тысячи долларов, это значительно меньше, чем 50 000 долларов, полученных Самуэлем Лэнгли на строительство его «Аэродрома». «Флайер-1» имел размах крыла 12 м, весил 283 кг, и был оснащён двигателем мощностью 9 кВт и весом 77 кг.

### Пропеллеры
Братья Райт полагали, что модель пропеллера будет простым вопросом и планировали использовать расчёты для корабельных винтов. Однако их библиотечные исследования не привели к нахождению каких-либо базовых формул для морских или воздушных винтов, и они оказались без отправной точки в этом вопросе. Они обсуждали и долго спорили по этому поводу, пока не пришли к выводу, что пропеллер — по сути то же крыло, только вращающееся в вертикальной плоскости. На этом основании они для проектирования пропеллеров воспользовались данными большего количества испытаний в аэродинамической трубе. В окончательном варианте диаметр пропеллера составил 2,6 м, лопасти были сделаны из трёх склеенных кусков ели. Братья Райт выбрали двойной «толкающий» пропеллер (противовращающийся, чтобы гасить вращающий момент), который должен действовать на больший объём воздуха, чем одинарный относительно медленный пропеллер, и не будет влиять на поток воздуха по передней кромке крыльев.
Уилбер Райт сделал в марте 1903 запись в своей записной книжке о том, что пропеллер опытного образца имел КПД 66 %. Современные испытания в аэродинамической трубе пропеллеров образца 1903 года показали, что они имели КПД более 75 % в условиях первых полётов, а фактически имели максимальный КПД 82 %. Это очень большое достижение, учитывая, что современные деревянные пропеллеры имеют максимальный КПД 85 %.

### Двигатель
Братьям Райт для своего самолёта также требовался двигатель. Они написали нескольким изготовителям двигателей, но ни один из них не смог удовлетворить их требования к весу авиационного двигателя. Они обратились к механику их магазина, Чарли Тэйлору, который построил двигатель через шесть недель при постоянных консультациях с братьями. Чтобы вес двигателя был достаточно низким, его основные части были сделаны из алюминия, что было редкостью в то время. Двигатель Райт-Тэйлора был примитивным вариантом современных инжекторных систем, он не имел ни карбюратора, ни топливного насоса. Бензин стекал под своим весом в картер через резиновую трубку из топливного бака, установленного на распорке крыла.
Цепь цепной передачи напоминала аналогичную велосипедную, однако она была произведена предприятием, производящим сверхпрочные цепи для автомобильных двигателей.

## Полёты
Первую попытку взлёта на самолёте совершил Уилбер 14 декабря 1903 года, выиграв в орлянку право первым взлететь, однако самолёт упал сразу после взлёта, «Флайер-1» при этом незначительно пострадал. В письме к семье Уилбер писал, что испытание принесло «только частичный успех», констатируя, что «мощности вполне достаточно, и если бы не пустяковая ошибка и не недостаток опыта с этой машиной и этим методом старта, машина несомненно полетела бы красиво». После ремонта братья Райт наконец поднялись в воздух 17 декабря 1903, совершив два полёта, каждый от уровня земли при встречном ветре скоростью 43 км/час. Первый полёт совершил Орвилл, он пролетел 36.5 метров за 12 секунд, этот полёт был зарегистрирован на известной фотографии. Следующий полёт совершил Уилбер, пробыв в воздухе 13 секунд, и преодолев расстояние в 53 метра. Третий полёт имел продолжительность 15 секунд и дальность 60,5 метра. Высота этих полётов была около 3 метров над уровнем земли. Запись Орвилла Райта о последнем полёте в этот день:

Сразу же после полудня Уилл отправился в четвёртый, и последний, полёт. Машина делала скачки вверх и вниз, как прежде, но к моменту, когда она пролетела 300 футов, Уилл почувствовал, что она управляется намного лучше и движется замечательно ровно. Это происходило до тех пор, пока аппарат не достиг небольшого пригорка, находившегося на расстоянии около 800 футов от места старта. В это время вновь началась килевая качка, и в один из моментов пикирования машина врезалась в землю. Пройденное расстояние в этом полёте составило 852 фута, время полёта — 59 секунд. Рама переднего руля была сильно повреждена, но главная рама не пострадала совсем. Мы оценили, что машина может быть приведена в удовлетворительное состояние для полётов снова через день или два.
Оригинальный текст (англ.)Wilbur started the fourth and last flight at just about 12 o'clock. The first few hundred feet were up and down, as before, but by the time three hundred feet had been covered, the machine was under much better control. The course for the next four or five hundred feet had but little undulation. However, when out about eight hundred feet the machine began pitching again, and, in one of its darts downward, struck the ground. The distance over the ground was measured to be 852 ft; the time of the flight was 59 seconds. The frame supporting the front rudder was badly broken, but the main part of the machine was not injured at all. We estimated that the machine could be put in condition for flight again in about a day or two.

Свидетелями полётов были пять человек: Адам Этэридж, Джон Дэниелс и Уилл Дуг из береговой команды спасателей; бизнесмен области У. С. Бринкли; и Джонни Мур, деревенский мальчик, что позволяет считать эти полёты первыми публичными полётами. Оператор телеграфа, передававший телеграмму их отцу, стал источником утечки информации против желания братьев, и весьма неточные сообщения появились в нескольких газетах на следующий день.
После того, как мужчины отбуксировали «Флайер» обратно после его четвёртого рейса, мощный порыв ветра переворачивал его несколько раз, несмотря на попытки предотвратить это. Сильно повреждённый, самолёт больше не поднимался в воздух.
Публикации в прессе привлекли внимание известных бизнесменов братьев Годфри и Сэмюэла Каботов. Годфри Кабот послал братьям Райт поздравление и попросил подробно описать машину. Получив ответ, Годфри отправил сообщение своему дальнему родственнику, сенатору от шт. Массачусетс Генри Каботу Лоджу, близкому другу президента Теодора Рузвельта. Лодж, в свою очередь, передал сведения о машине Райтов в министерство обороны, но результата это не возымело.

## Судьба самолёта
В данный момент самолёт выставлен в Национальном музее авиации и космонавтики Смитсоновского института. Однако этому предшествовали споры и судебные разбирательства между братьями Райт и Смитсоновским институтом из-за отказа последнего признать приоритет первого полёта за братьями Райт.

## Тактико-технические характеристики
Источник данных: 

Технические характеристики
- Экипаж: 1 человек
- Длина: 6.4 м
- Размах крыла: 12.3 м
- Высота: 2.7 м
- Площадь крыла: 47 м2
- Масса пустого: 274 кг
- Масса снаряжённого: 338 кг
- Силовая установка: 1 × рядный четырёхцилиндровый двигатель
- Мощность двигателей: 1 × 12 л.с.[11]

Лётные характеристики
- Максимальная скорость: 48 км/ч
- Нагрузка на крыло: 7кг/м2